# Esoptron
Esoptron (Έσοπτρον, ΕΣΟΠΤΡΟΝ) è il secondo album studio della band Greca death metal Septicflesh. È stato pubblicato nel 1995.
Nonostante la batteria viene accreditata ad un certo Kostas, questa in realtà risulta programmata.

## Tracce
1. "Breaking the Inner Seal" - 0:50
2. "Esoptron" - 5:19
3. "Burning Phoenix" - 4:39
4. "Astral Sea" - 0:30
5. "Rain" - 3:39
6. "Ice Castle" - 5:54
7. "Celebration" - 0:53
8. "Succubus Priestess" - 4:10
9. "So Clean, So Empty" - 3:57
10. "The Eyes of Set" - 4:50
11. "Narcissism" - 8:55

## Formazione
- Spiros - voce, basso elettrico
- Sotiris - chitarra
- Kostas - Batteria (solo accreditato)